# Sason sechellanum
Espèce
Statut de conservation UICN

 EN B1ab(iii)+2ab(iii) : En danger
Sason sechellanum est une espèce d'araignées mygalomorphes de la famille des Barychelidae.

## Distribution
Cette espèce est endémique des Seychelles.

## Description
La femelle holotype mesure 15 mm et le mâle, découvert en 2011, 7,0 mm

## Étymologie
Son nom d'espèce lui a été donné en référence au lieu de sa découverte, les Seychelles.

## Publication originale
- Simon, 1898 : Études arachnologiques. 29e Mémoire. XLVI. Arachnides recueillis en 1895 par M. le Dr A. Brauer (de l'Université de Marburg) aux îles Séchelles. Annales de la Société Entomologique de France, vol. 66, p. 370-388 (texte intégral).